# Кулон (одиниця)
Кулон (Кл, C) — одиниця вимірювання електричного заряду в системі SI.
Один кулон дорівнює кількості електричного заряду, який проходить через поперечний переріз провідника при силі струму один ампер за одну секунду:
| 1 Кл = 1 А·с. |

Одиницю названо на честь французького фізика Шарля Оґюстена Кулона у 1881 році рішенням Міжнародного з'їзду електриків у Парижі.
Кулон зараз є похідною одиницею в системі SI, тобто кулон визначається через основну одиницю — ампер.
Історично похідною одиницею був ампер, що визначався як один кулон за секунду. Лише в 1960 році ампер був прийнятий як основна одиниця SI.

## Пропозиція перевизначення
Кулон визначається через ампер і секунду, і точність його визначення пов'язана з точністю визначення ампера. Існує пропозиція зробити визначення кулона точним як певної чітко визначеної кількості елементарних електричних зарядів, одночасно точно, без похибки визначити елементраний електричний заряд. Ця пропозиція розглядається, але рішення не буде прийняте принаймні до 2015 року. Якщо її приймуть, то ампер буде визначатися через кулон, як це було раніше.
Станом на 2013 рік елементарний електричний заряд визначено як 1.602176487(40)×10−19 Кл. Тобто, в одному кулоні міститься приблизно 6.24150965(16)×1018 елементарних електричних зарядів.
З травня 2018 року визначено, що елементарний електричний заряд точно рівний 1.6021766208×10−19 Кл. Тобто, в одному кулоні міститься приблизно 6.241509126×1018 електронів (точне значення дробове: 6241509074460762607.776 e). Отже, кулон є основною одиницею, а ампер - похідною від нього.

## Для порівняння
Кулон — доволі великий заряд. Два тіла з зарядом 1 Кл відштовхувалися б на відстані 1 м із силою 9×109 Н.
Типове значення заряду, що проходить через блискавку, дорівнює 15 Кл, хоча може досягати 350 Кл.
Для вимірювання кількості електрики використовують також позасистемну одиницю ампер-година (А·год):
| 1 А·год = 3 600 Кл |

Через батарейку АА до повного розрядження проходить заряд приблизно 5000 Кл.

## Виноски
1. ↑  6.5 // Quantities and units—Part 1: General — ISO.
2. ↑  6.241509126(38)×1018 is the reciprocal of the 2014 CODATA recommended value 1.6021766208(98)×10−19 for the elementary charge in coulomb.
3. 1 2  Г. Д. Бурдук, Н. В. Калашников, Л. Р. Стоцкий. Международная система единиц : учебное пособие. — М. : Высшая школа, 1964. — 275 с. — С. 115
4. ↑  Anon (November 2010). BIPM Bulletin (PDF). BIPM. Архів оригіналу (PDF) за 10 січня 2011. Процитовано 28 січня 2011.
5. ↑  Mohr, Peter J.; Taylor, Barry N.; Newell, David B. (2008). CODATA Recommended Values of the Fundamental Physical Constants: 2006 (PDF). Rev. Mod. Phys. 80: 633—730. doi:10.1103/RevModPhys.80.633. Direct link to value.
6. ↑  Hasbrouck, Richard. Mitigating Lightning Hazards [Архівовано 5 жовтня 2013 у Wayback Machine.], Science & Technology Review May 1996. Retrieved on 2009-04-26.
7. ↑  How to do everything with digital photography – David Huss, с. 23, на «Google Books», Типовий діапозон батарейки AA становить 1100—2200 мА·год